# ボードゲームアリーナ
ボードゲームアリーナ（英語: Board Game Arena）は、世界最大のオンライン・ボードゲーム対戦サイトである。BGAと略されることが多い。
ボードゲームアリーナはフランスにサーバーを置いている。200の国々からプレイでき、42の言語でプレイ可能である。